# エンジェルス (曲)
エンジェルス(Angels)はアイルランド人作詞家、レイ・ヘファーナンを作詞に、ガイ・チャンバースをピアノ演奏にむかえ、ロビー・ウィリアムズが1997年にリリースしたシングル曲。以降、ジェシカ・シンプソン、ビヴァリー・ナイト、デクラン・ガルブレイス、デヴィッド・アーチュレッタなどがカバーをした世界的にも有名な楽曲。この曲によってウィリアムズは成功を収め、世界中で200万枚以上を売り上げた。ロビーのシングルの中で最多の売り上げとストリーミング回数を誇る。

## 解説
エンジェルスはウィリアムズの4枚目のシングルでデビューアルバム、「ライフ・スルー・ア・レンズ」に収録されている。ウィリアムズの低迷していたソロ活動を救った曲と言われており、彼のコンサートでも必ずと言っていいほど歌われる。
1997年のUKシングル売り上げ総合ランキングでは12月の発売であったにもかかわらず、38位。続く1998年は26位。
1999年のブリット・アワードではベスト・ブリティッシュ・シングル賞を獲得。UKではチャート4位が最高であったが、2005年の同アワードでは「過去25年間の最優秀曲」に選ばれ、ジョス・ストーンと2人でパフォーマンスを授賞式では行った。また、イギリスでは葬式に流してほしい曲第1位を獲得している。
アメリカでは1999年にリリース。9年後の2008年5月にはオーストラリアで91位に入り、トップ100に再びランクインした。

## エンジェルスをめぐる論争
ガイ・チャンバースによる公式情報にはどのようにしてできたか、誰と共に制作に励んだか、といったことは一切記録されていない。しかし、アイルランド人のレイ・ヘファーナンが1996年に失った自身の子供のことを書いた歌詞であると主張している。。
ヘファーナンは彼の作詞家活動のためにもこの曲を発表する際には彼のクレジットも発表するようにと求めるが、実際は著作権を買い取ったウィリアムズとチャンバースのみが作詞者としてアルバムに記載されている。

## 歌詞の意味
一方のウィリアムズはチャンバースと一緒に25分で歌詞を仕上げ、ウィリアムズの叔父と叔母のことを書いたと主張している。これに対し、ヘファーナンはテレビインタビューでウィリアムズと行ったレコーディングで"I'm loving AN angel instead"と歌っていることから("AN"は複数系ではなく単数系の名詞の前につくので)2人ではなくただ1人、つまり彼の失った子供のことであると主張している。

## トラックリスト
UK CD1

(1997年12月1日リリース)
1. "エンジェルス" - 4:25
2. "バック・フォー・グッド" [Live] - 2:19
3. "Walk This Sleigh" - 3:01

UK CD2

(1997年12月1日リリース)
1. "エンジェルス" - 4:25
2. "バック・フォー・グッド" [Live] - 2:19
3. "エンジェルス" [アコースティック・バージョン] - 4:28
4. "サウス・オブ・ザ・ボーダー" [Mother's Milkin' It Mix] - 7:09
5. "エンジェルス" ビデオ

UK Limited Edition Postcard Pack

(1997年12月1日リリース)
1. "エンジェルス" [アコースティック・バージョン] - 4:28
2. "ゲット・ザ・ジョークス" - 2:57
3. "エンジェルス" - 4:25
4. "Karaoke Overkill" - 3:26

## 各国のチャート
| チャート (1997)          | 最高位 |
| ------------------------ | ------ |
| UK                       | 4      |
| チャート (1998)          | 最高位 |
| スイス                   | 4      |
| フランス                 | 7      |
| ドイツ                   | 9      |
| アルゼンチン             | 10     |
| オーストリア             | 12     |
| メキシコ                 | 13     |
| スウェーデン             | 13     |
| オランダ                 | 14     |
| オーストラリア           | 40     |
| チャート (1999)          | 最高位 |
| U.S. ビルボード          | 41     |
| U.S. コンテンポラリー    | 10     |
| U.S. ホットアダルトTop40 | 21     |
| チャート (2008)          | 最高位 |
| カナダ                   | 40     |
| チャート (2009)          | 最高位 |
| カナダ                   | 32     |
| UK                       | 13     |